# Nihil est in intellectu quod non prius fuerit in sensu
 Nihil est in intellectu quod non prius fuerit in sensu (nisi intellectus ipse)  лат. (изговор: нихил ест ин интелекту квод нон пријус фуерит ин сенсу (ниси интелектус ипсе). Ништа није у разуму што претходно није било у чулима. (Готфрид Вилхелм Лајбниц)

## Поријекло изреке
Ова изрека је више него изрека. Она је базна филозофска мисао која родоначелује и порађа многе филозофске  правце и појединачности.
Изрекао је у смјени седамнаестог у осамнаести вијек, Готфрид Вилхелм Фрајхер (барон) фон Лајбниц,, ренесансно образован дух њемачке и свјетске културе;  филозоф, математичар, проналазач, правник, историчар, дипломата, политички савјетник.   Сматрају га последњим човјеком енциклопедијског знања западне културе.

## Тумачење
Лајбниц сматра да ништа не постоји у свијести, што није било у чулима (осим самог разума). Ову Лајбницову мисао цитира Џон Лок у прилог тези да се спознаја заснива на искуству.